# 三宮

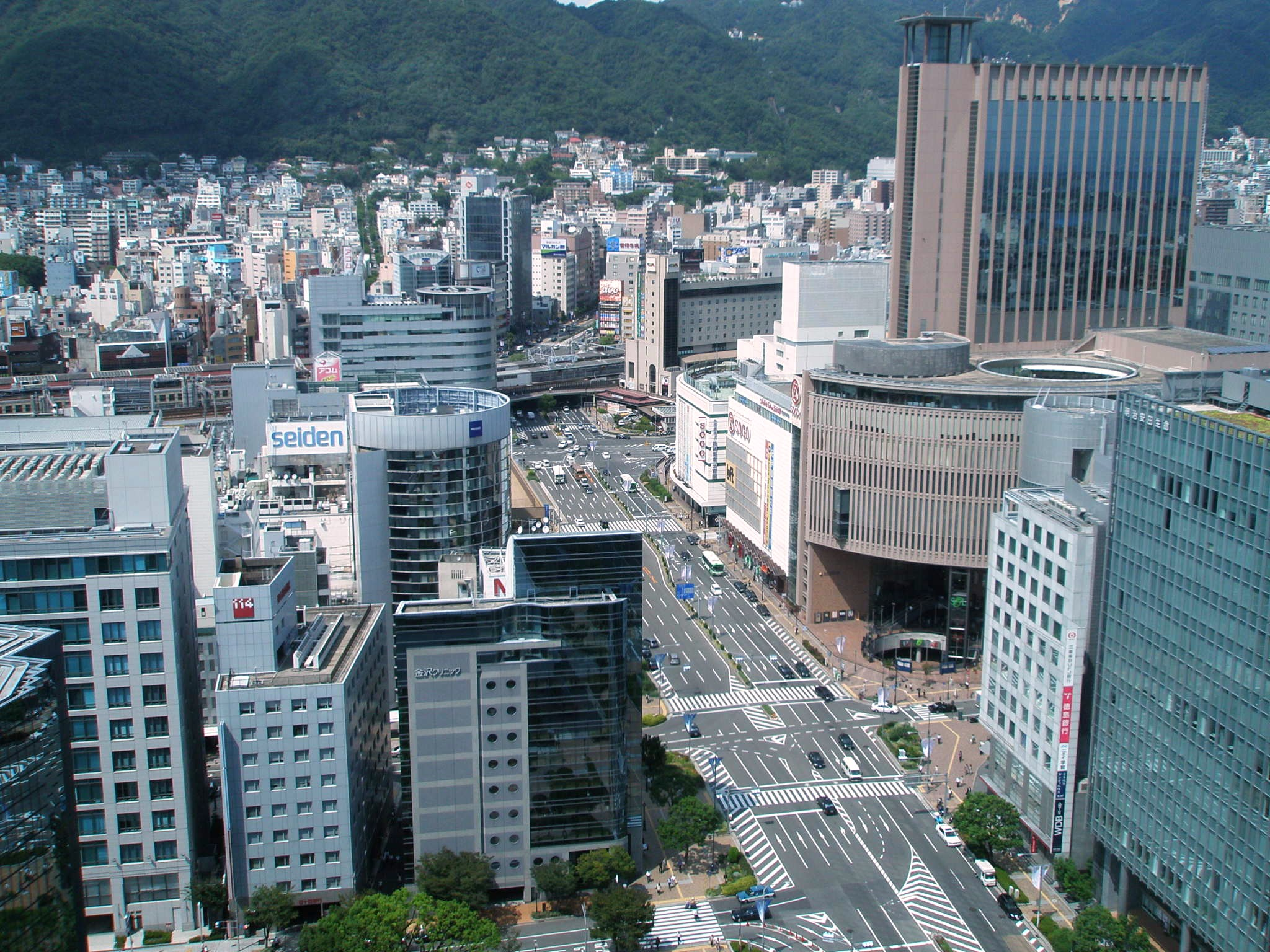
神戸市役所からフラワーロード（山側）を望む

三宮（さんのみや）は、兵庫県神戸市中央区にある、同市内最大の中心業務地区（CBD）、繁華街を形成する広域の通称。第二次世界大戦後の高度成長期以降に神戸市の都心となった地域。神戸市最大のターミナル駅である三ノ宮駅・三宮駅（神戸三宮駅）を中心に百貨店などの商業施設や飲食店、オフィスビルなどが立ち並んでおり、神戸市最大かつ国内でも有数の規模の都心地域である。
「三宮」という地名は、トアロードと花時計線の交差点北東にある三宮神社（生田神社の三の宮）に由来する。行政上の町名としては、三宮町（1～3丁目）が三ノ宮駅・三宮駅の南西にある。

## 概要

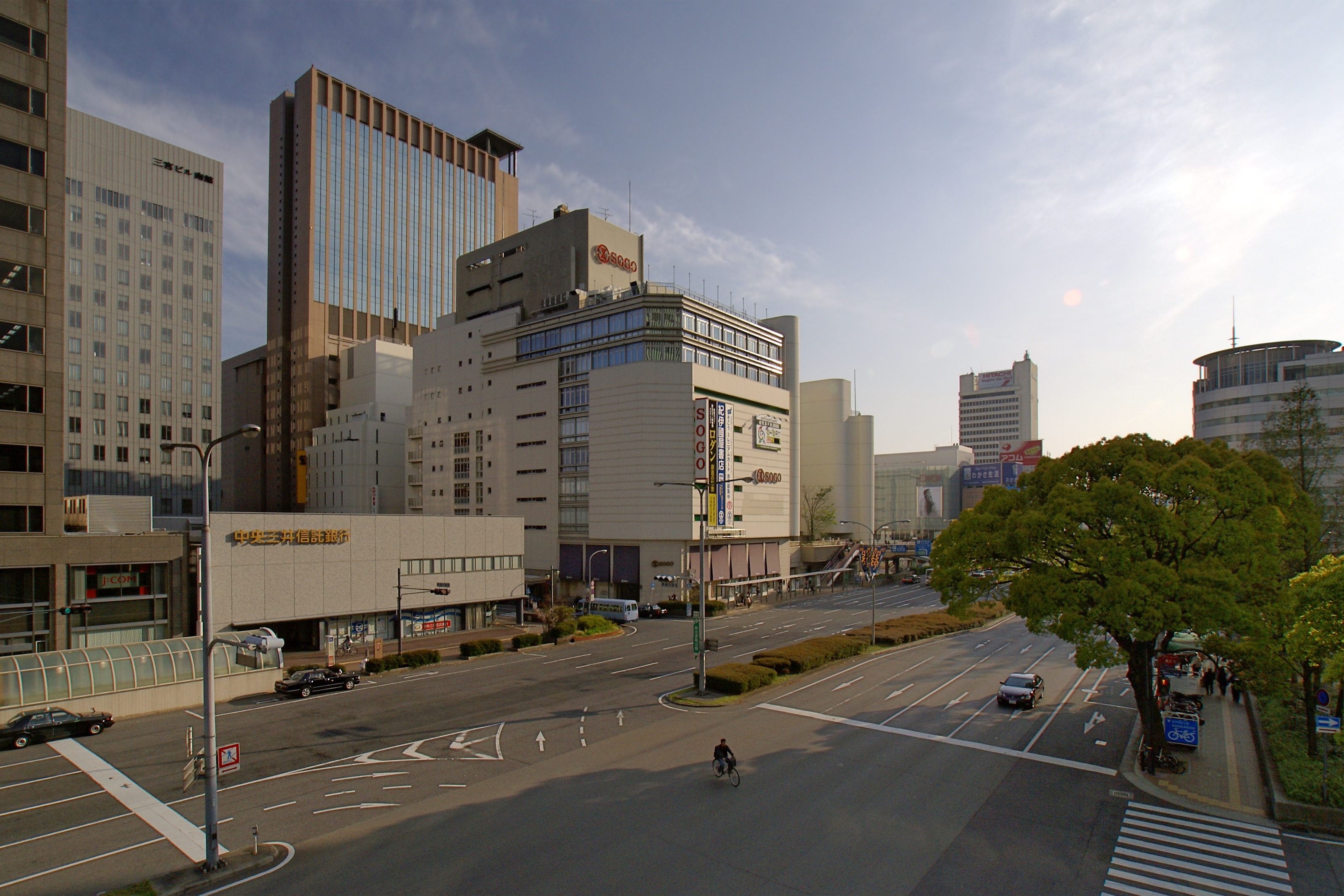
JR三ノ宮駅前の通り（県道21号起点）を北東方向から望む

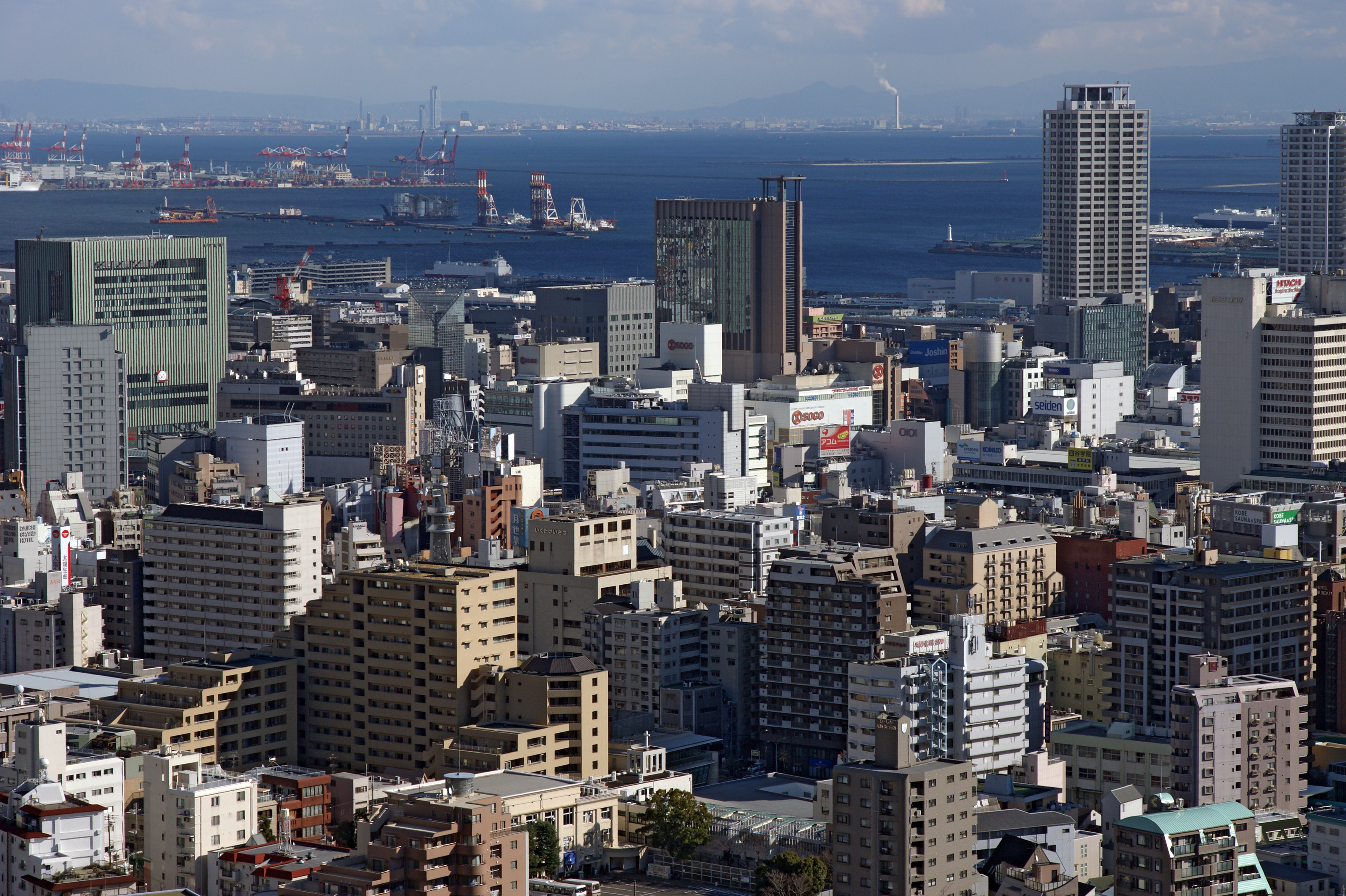
六甲山地・諏訪山から望む三宮周辺
奥は神戸港

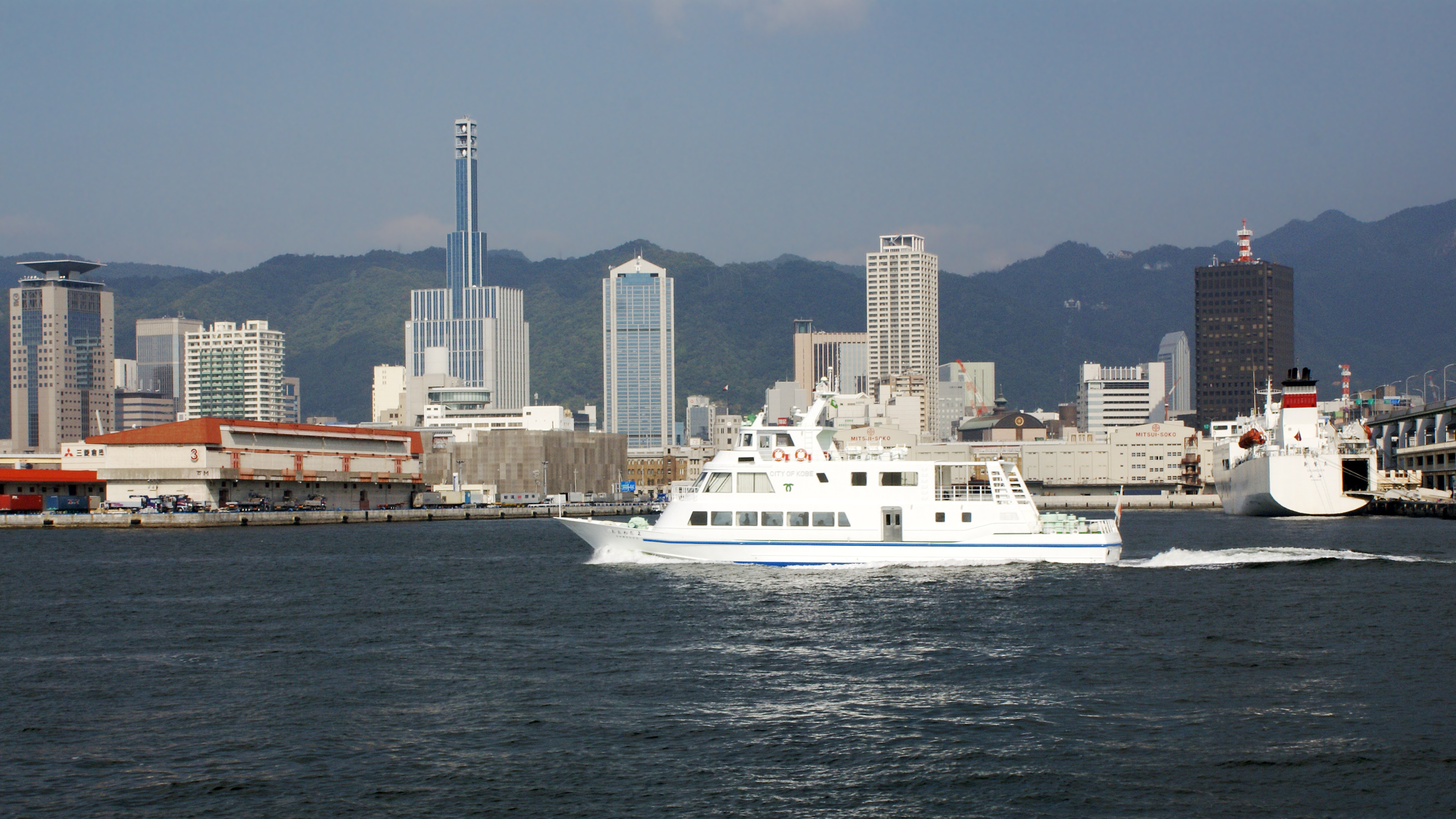
ポートアイランドから新港越しに望む三宮のビル群
奥は六甲山地

三宮から西側の元町、その先の神戸駅周辺にかけて商業施設・行政機関・オフィスなどが集積し、繁華街やオフィス街の連続的広がりをなしており、神戸市および神戸都市圏の都心地域として中心市街地（中心業務地区、CBD）を形成している。
南の先に阪神港神戸区（神戸港）、北の先に六甲山地が控える。西に中華街（南京町）が所在する元町、南西には旧神戸外国人居留地（通称：旧居留地）が隣接している。南の新港地区は、神戸大橋と港島トンネルによって、ポートアイランドおよびその先の神戸空港に接続している。北西には生田神社があり、山手幹線を経て、北野町山本通景観形成地域（異人館通り）がある。北東方向には主に住宅地である生田町や、新幹線駅（新神戸駅）のある新神戸地区がある。南東方向には集合住宅が建ち並び、生田川（新生田川）を越えた先には再開発地域のHAT神戸が位置している。
地区の南北方向をフラワーロードという大通りが走る。東西方向には兵庫県道21号神戸明石線が伸び、すぐ北にJR西日本東海道本線（JR神戸線）と阪急電鉄神戸本線が高架線で並走している（フラワーロードは両線の高架橋をくぐるような形で敷かれている）。それぞれの交点周辺に位置する三ノ宮駅・三宮駅（神戸三宮駅）は、JR・阪急・阪神電気鉄道本線・神戸市営地下鉄・ポートライナーが乗り入れるターミナル駅であり、神戸市内および兵庫県内で最も利用者数が多い。駅前には高速バスや路線バスが発着するバス停留所も集積し（三宮駅バスのりば参照）、三宮は市内における交通の要衝となっている。
鉄道高架線の北側は、山手幹線を北限に飲食店・事務所・商店などの雑居ビルが建ち並び、界隈で最大の歓楽街である生田東門商店街（東門街）が形成されている。南側一帯の東西方向にはアーケード商店街の三宮センター街があり、周辺のミント神戸・神戸マルイ・神戸阪急（旧・そごう神戸店）・センタープラザ・さんプラザといった駅直結の大型の商業ビルなどとともに、駅前地下街・さんちか（フラワーロード地下）やペデストリアンデッキによって互いに接続されている。南側のフラワーロード沿い（加納町六丁目）に神戸市役所がある。南側の商業地域は元町も徒歩圏内である。
大正・昭和前期は神戸駅西側の新開地が市内随一の繁華街であり、市役所も置かれるなど、神戸の都心であったが、高度経済成長期以降、複数の鉄道幹線が集中していた当地周辺が新興住宅地として発展したほか、市役所が新開地から移転するなどし、都心機能が三宮へ移り変わっていった。ただし、旧生田川（フラワーロード）以東の旧葺合村域ですら明治後期には既に新生田川まで市街化しており、高度経済成長期以降の新興住宅地などという表現は事実と大きく異なっている。なお、新開地は葺合地区とほぼ同時期に市街化された後発の市街地である。
2022年現在、官民で取り組むプロジェクト「都心・三宮再整備」が進められており、30年後までに約150棟のビルの建て替えが行われ、都市が大きく変化していく見込みである。

## 歴史
古代から生田神社の社領となっており、八柱の裔神を祭る一宮から八宮までの生田裔神八社の一つである三宮神社が鎮座する土地である。三宮町は旧八部郡神戸村の一部で、同じく旧神戸村の南東端に造成された神戸外国人居留地の北に隣接した地域にあたる。1873年（明治6年）、神戸山手に新設した南北筋の道路を三ノ宮筋と名付け、1878年（明治11年）に三宮町という正式な地名となった（八部郡地誌）。JR三ノ宮駅が開業したのは1874年（明治7年）、現在の元町駅の場所である。この開設当初の三ノ宮停車場はまさに三宮神社の北側にあった。
天井川である生田川の河口西岸に造成された居留地では、しばしば生田川が溢水していた。居留地側は生田川の堤防改修を政府へ要請したが、政府側は堤防改修よりも流路付替のほうが有利であるとして、1871年（明治4年）に生田川が付け替えられた。現在の新神戸駅前から一直線に南流する区間が新河道である。旧河道のほうには1873年（明治6年）に幅員10間（約18m）の南北道路が整備され、布引の滝へ至ることから「滝道」と呼ばれた。旧生田川筋の「滝道」はのちに幅員30 - 50mに拡幅されて「フラワーロード」の道路愛称が付与されている。
居留地の造成が遅れた神戸では、居留地の造成完工よりも先に雑居地の指定が行われ、雑居地の範囲は旧生田川  - 宇治川間の山麓から海岸までと広範囲なものだった。三宮町も雑居地の範囲に含まれるが、外国人に人気だったのは北野町山本通などの山麓付近であった。
三宮町や居留地の東端である旧生田川は神戸村・神戸町・神戸区（市の前身）時代を通じて、神戸の東端（神戸村・神戸町時代は加えて八部郡の東端）かつ外国人雑居地の東端であったが、旧生田川筋に南北幹線道路が敷設されたことによって、旧生田川以東の菟原郡葺合村が市街拡張の候補地となり、1889年（明治22年）の市制施行時に神戸市域に含まれた。1899年（明治32年）の居留地返還を機に、1907年（明治40年）の新港突堤造成工事着工（旧生田川河口、旧居留地沖合）および神戸臨港線敷設、1912年（大正元年）の神戸市電布引線開業（旧生田川筋）などによって、街や港が次第に旧生田川筋を中心に展開するようになり、1931年（昭和6年）10月には三ノ宮駅が旧生田川以東の現在地へ移転した。三ノ宮駅の旧地付近は官公庁および海運商事会社が多く政治経済の中心となっていたために、請願駅として1934年（昭和9年）に旧・三ノ宮駅跡に国鉄(JR)元町駅が開業している。
1933年（昭和8年）に神戸市電税関線開業（旧生田川筋）。同年に阪神本線が地下新線に切り替え、1936年（昭和11年）に阪急神戸本線が三宮へ乗り入れた。こうして三ノ宮駅は東神戸の新興住宅地をバックとするターミナル駅となり、そごうが元町から阪神三宮駅前に移転、付近には映画館や飲食店が集中して西の湊川新開地に比肩する歓楽街となった。
1945年（昭和20年）、太平洋戦争における神戸大空襲で、三宮も含めて神戸の市街地は焦土と化し、占領軍は三ノ宮駅の南側にイーストキャンプ、神戸駅の西側にウエストキャンプを置いた。ウエストキャンプが新開地本通りの東側に隣接して置かれたのに対し、イーストキャンプは旧生田川以東、御幸通以南に置かれ、三ノ宮駅前の雲井通や小野柄通および旧生田川以西の三宮町には置かれなかった。結果、新開地は復興が遅れ、中心街が元町・三宮へ移る（戻る）ことにつながった。
高架下の闇市、そごう百貨店前の通称ジャンジャン市場を中心にいち早く復興。1946年（昭和21年）秋に三宮センター街が、昭和30年代から昭和40年代にかけては三宮駅前に新聞会館・神戸国際会館・交通センタービル・神戸商工貿易センタービルなどが相次いで建てられた。1957年（昭和32年）には神戸市役所が湊川から当地に移転し、市の中心街の地位を復興の立ち遅れる新開地から奪う形となった。
1966年（昭和41年）から1978年（昭和53年）にかけては三宮地区市街地再開発が行われた。（その結果センタープラザが建設され、1965年（昭和40年）にはさんちかタウン（現さんちか）が完成した）
また、この時期には三宮駅前からセンター街にかけてダイエーが店舗を次々と開設していったことから、「ダイエー村」と呼ばれるようになった。
1981年（昭和56年）には人工島ポートアイランドと結ぶ新交通ポートライナー（神戸新交通ポートアイランド線）が三宮駅に乗り入れ、三宮ターミナルビルも開業した。
1990年代に入ると、JR神戸駅前の旧日本国有鉄道湊川貨物駅跡地に神戸ハーバーランドの街開きによって客足が奪われ始めたことに加え、1995年（平成7年）の阪神・淡路大震災により再び神戸は甚大な被害を受ける。
その後の三宮では、年々新しい商業施設が相次いで出店。2002年には震災で被害を受け解体された「ダイエーさんのみや男館」の跡地にユニクロが、2003年10月には、首都圏を中心に展開する丸井が三宮駅前に関西一号店として「神戸マルイ」を出店した。「ダイエーオフプライス館さんのみや」の跡地にもファッションビル「クレフィ三宮」が建築（2004年10月にオープン）。2008年にダイエー最後の跡地であるジョイント跡地にZARAがオープンした。また神戸新聞会館も被災によって取り壊され跡地は駐車場として利用されていたが、2006年10月に「ミント神戸」の愛称で再オープンした。
2009年3月、駅東部の旭通4丁目再開発の起工式が行われ、兵庫県最高層となる高さ190m54階建ての超高層マンションの建設が開始された。2013年3月には「シティタワー神戸三宮」が竣工した。
また、阪神三宮駅改良工事により新たに東口が作られ、2012年3月20日に開通した。

## 交通

### 鉄道駅
- JR西日本 JR神戸線 - 三ノ宮駅
- 阪急電鉄 神戸線・神戸高速線 - 神戸三宮駅
- 阪神電気鉄道 本線 - 神戸三宮駅
- 神戸新交通 ポートアイランド線 - 三宮駅、貿易センター駅
- 神戸市営地下鉄西神・山手線 - 三宮駅
- 神戸市営地下鉄海岸線 - 三宮・花時計前駅

### 路線バス
三宮駅バスのりばを参照。

## 市街地

### 三宮クロススクエア
三宮にある6つの駅の周辺500m圏内を「三宮クロススクエア」とし、人と公共交通の優先、駅前景観の整備、多機能集積や高度利用などを図る再整備計画がある。この再整備計画により、三宮クロススクエア東側では2025年頃までに車道10車線から6車線、2030年頃までに車道6車線から3車線に変更される予定である。

### サンポチカ
2001年に三宮と元町をつなぐ三宮中央通り地下通路（東西400m）が開通し、公募により2021年に「サンポチカ」を愛称とすることが決まった。地下通路は2021年度に大規模な改良工事が行われ、「サンポチカ」の愛称は2022年春頃の工事完了後からの使用になる。

### 主な施設

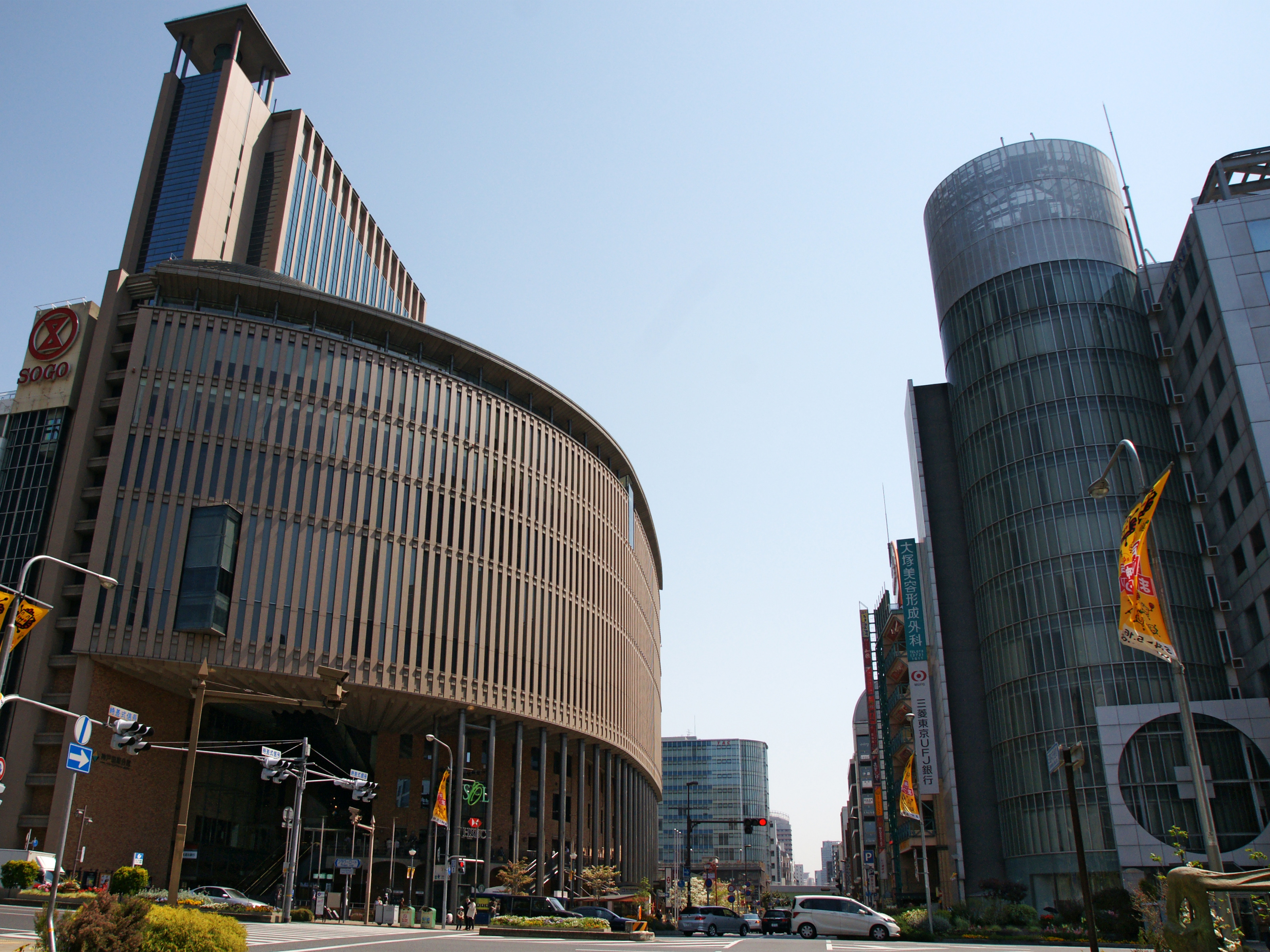
国際会館前交差点 東側

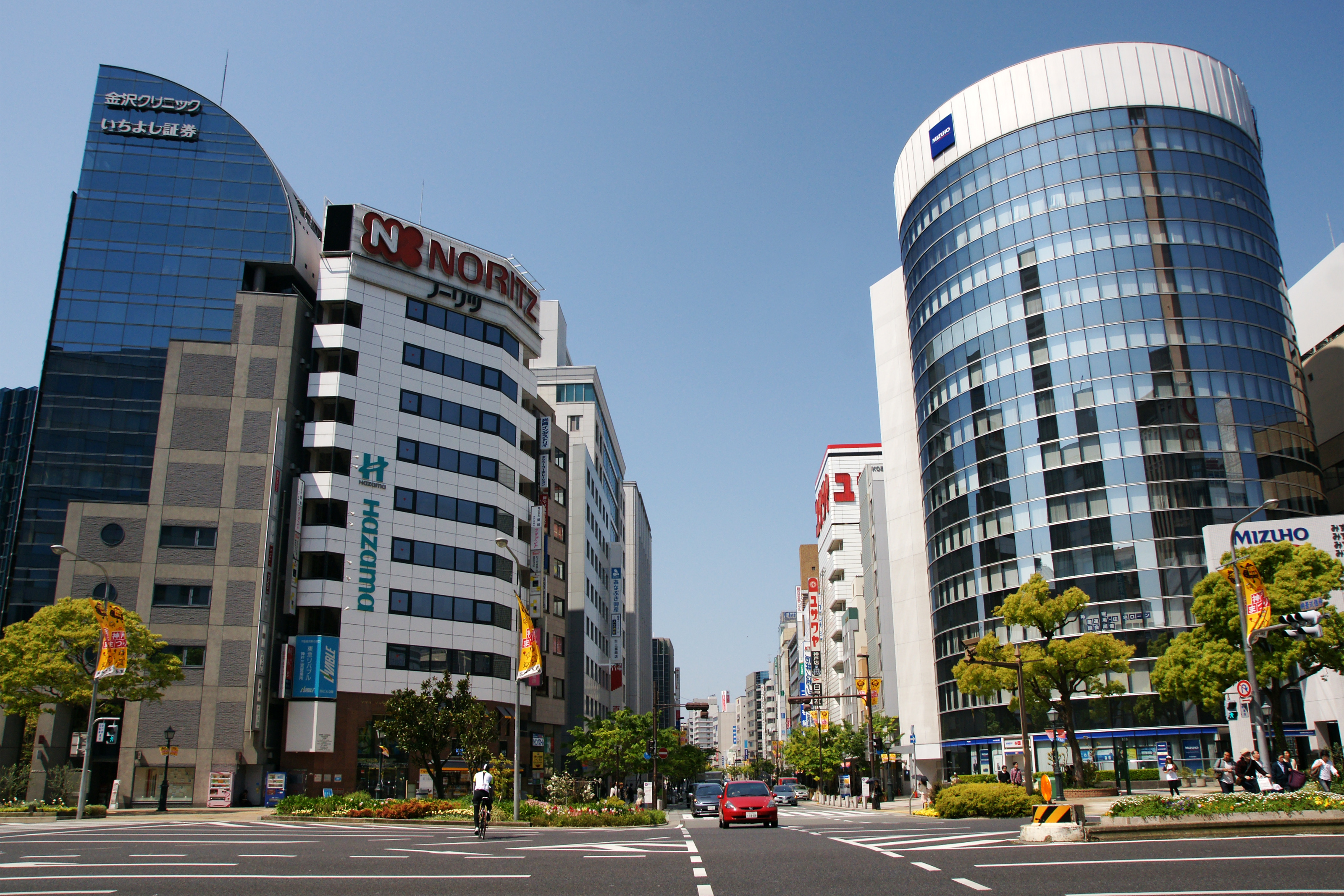
国際会館前交差点 西側

（駅舎と一体化しているもの（駅ビル）、地下街・地下通路またはペデストリアンデッキに直接接続されるものには＊を付記）
- ＊さんちか（三宮地下街）
- ＊高架下（三宮センイ商店街・ピアザ神戸・神姫バス三ノ宮バスターミナル）

駅東側（国道2号線以北） -- 神戸新交通、JR東口、阪神東口
- ＊ミント神戸（神戸新聞会館）（三宮バスターミナル・OSシネマズミント神戸） - 阪神東口と直結
- ＊サンシティ（ダイエー神戸三宮店）
- 神戸三宮東急REIホテル
- 三宮OPA
- ＊サンパル - 2022年閉店
- ＊中央区役所
- ＊勤労会館（神戸市立三宮図書館）
- ICI石井スポーツ - 関西一号店を三宮に出店。(二号店は難波)

駅南側（フラワーロード以東） -- 阪神東口または西口、神戸新交通、JR中央口
- ＊三宮フコク生命ビル
- ＊神戸阪急・神戸ロフト（旧神戸そごう）
- ＊神戸国際会館
- 日本生命三宮駅前ビル
- ＊三宮ビル南館（ネスレ日本本社・兵庫社会保険事務局）
- ＊三宮ビル北館（2015年完成、P&G日本法人が入居[13]）
- 三宮プラザビル（日本イーライリリー本社）
- 大原簿記専門学校神戸校
- ジョーシン三宮1ばん館
- 神戸商工貿易センタービル・神戸サンボーホール

駅南側（フラワーロード以西） -- 阪急東口または西口、阪神西口、JR西口
- 神戸市役所
- ＊神戸交通センタービル
- ＊三宮センター街周辺
  - ＊神戸マルイ
  - ＊三宮本通商店街
  - ＊さんプラザ・＊センタープラザ
  - ＊ヤマダ電機LABI三宮・星電社本社
  - ＊三宮オーパ（旧・三宮ビブレ）
  - ジュンク堂書店三宮店・本社
  - メディテラス
- 旧居留地周辺
  - 大丸神戸店
  - みなと銀行本店
  - 三宮神社
  - 神戸朝日ビル
  - パナマ総領事館
  - ＊神戸市役所
  - ＊東遊園地
  - 神戸関電ビルディング
  - 神戸市立博物館

駅北側（フラワーロード以東） -- 地下鉄東口、JR東口
- グリーンシャポービル
- 駿台予備学校神戸校
- 河合塾神戸三宮校
- テクニカルカレッジ神戸
- 二宮神社

駅北側（フラワーロード以西・北野坂周辺） -- 阪急東口、地下鉄東口
- ＊神戸三宮阪急ビル
- ニッセイ三宮ビル
- 東門街
- サンキタ広場

駅北西側 -- 地下鉄西口、阪急西口
- 神戸サウナ&スパ
- 生田神社
- 神戸モスク
- 北野工房のまち
- ホテルモントレ神戸
- 神戸税務署
- 生田警察署
- チキンジョージ

## ギャラリー

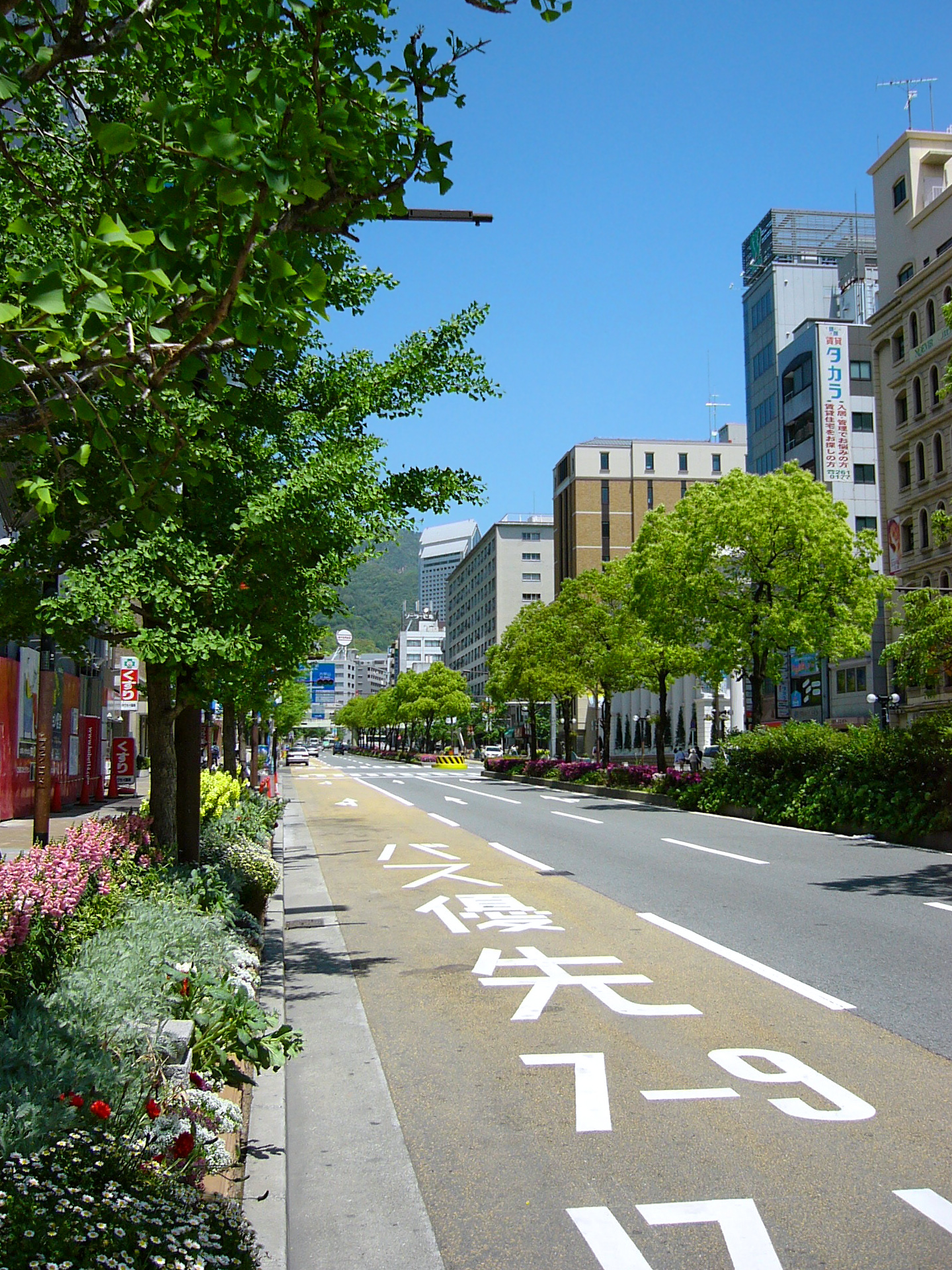
フラワーロード
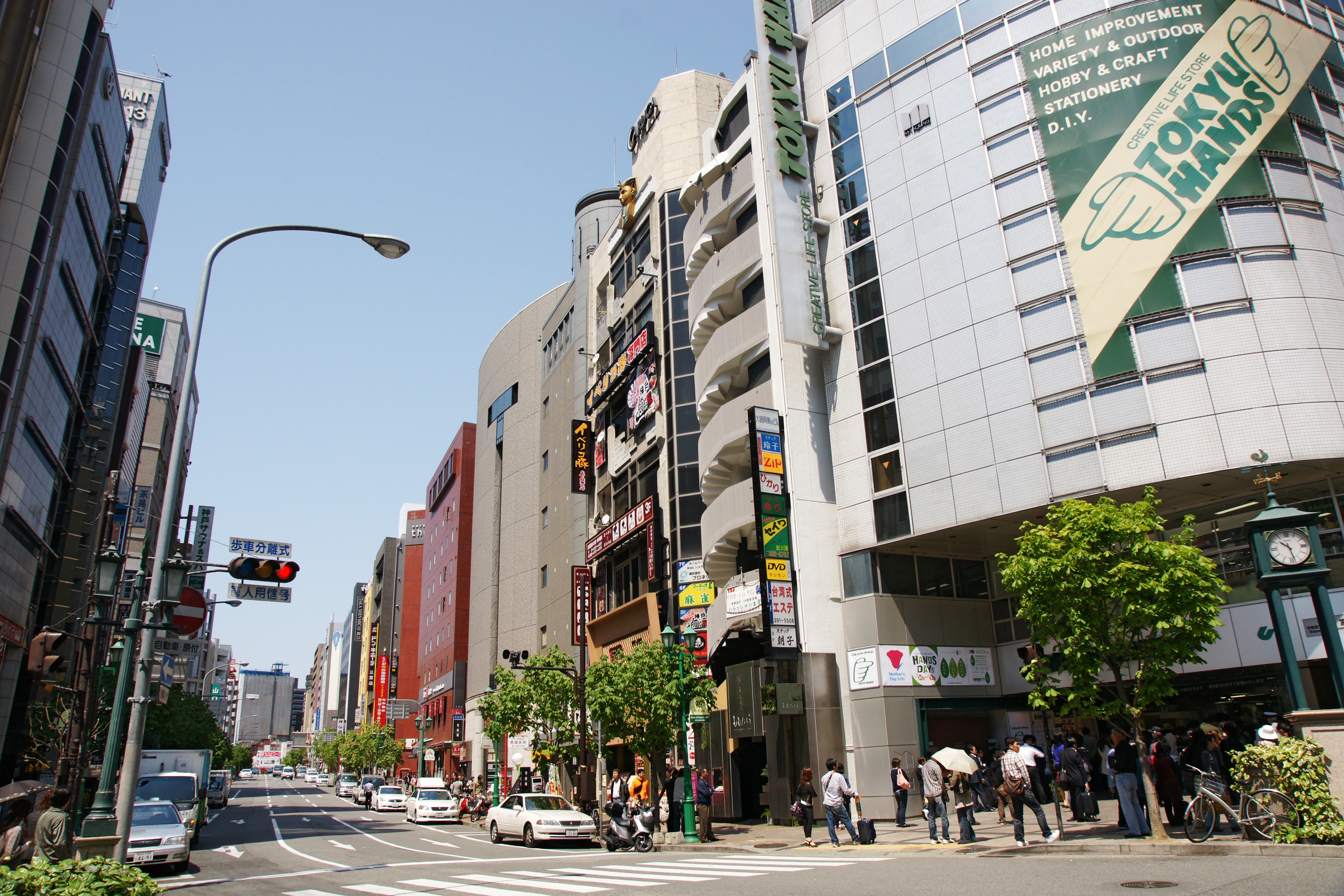
生田新道
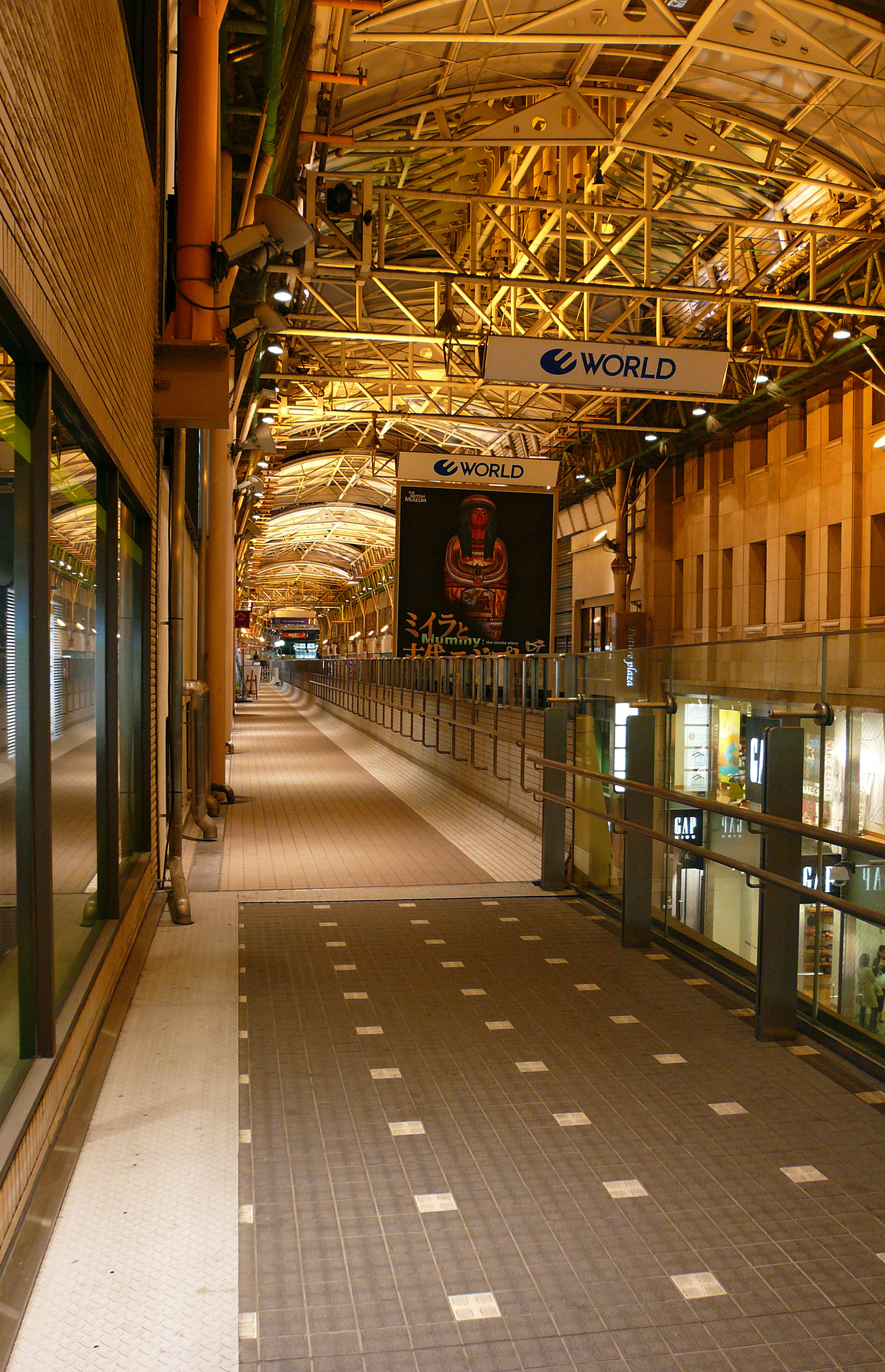
三宮センター街
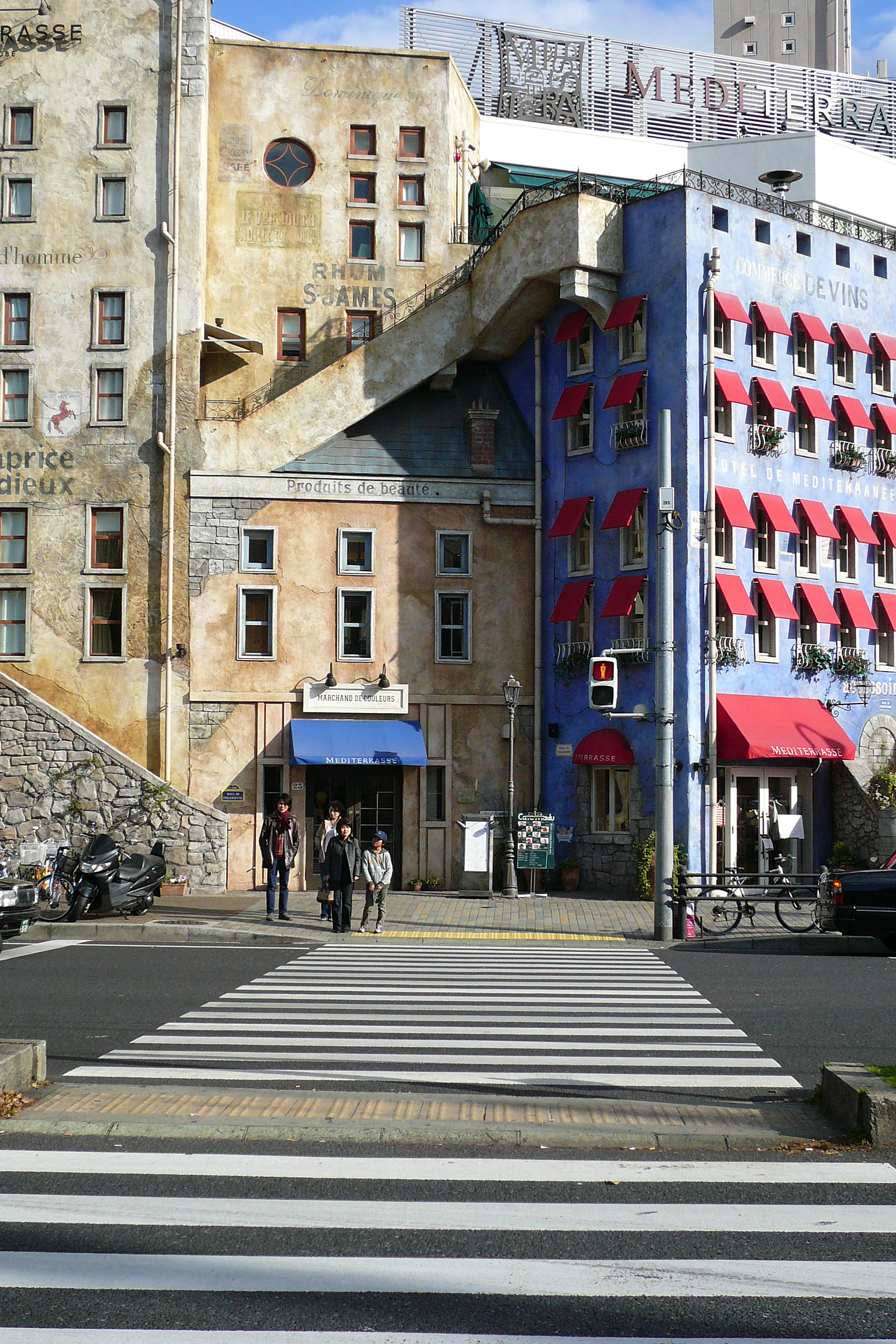
メディテラス
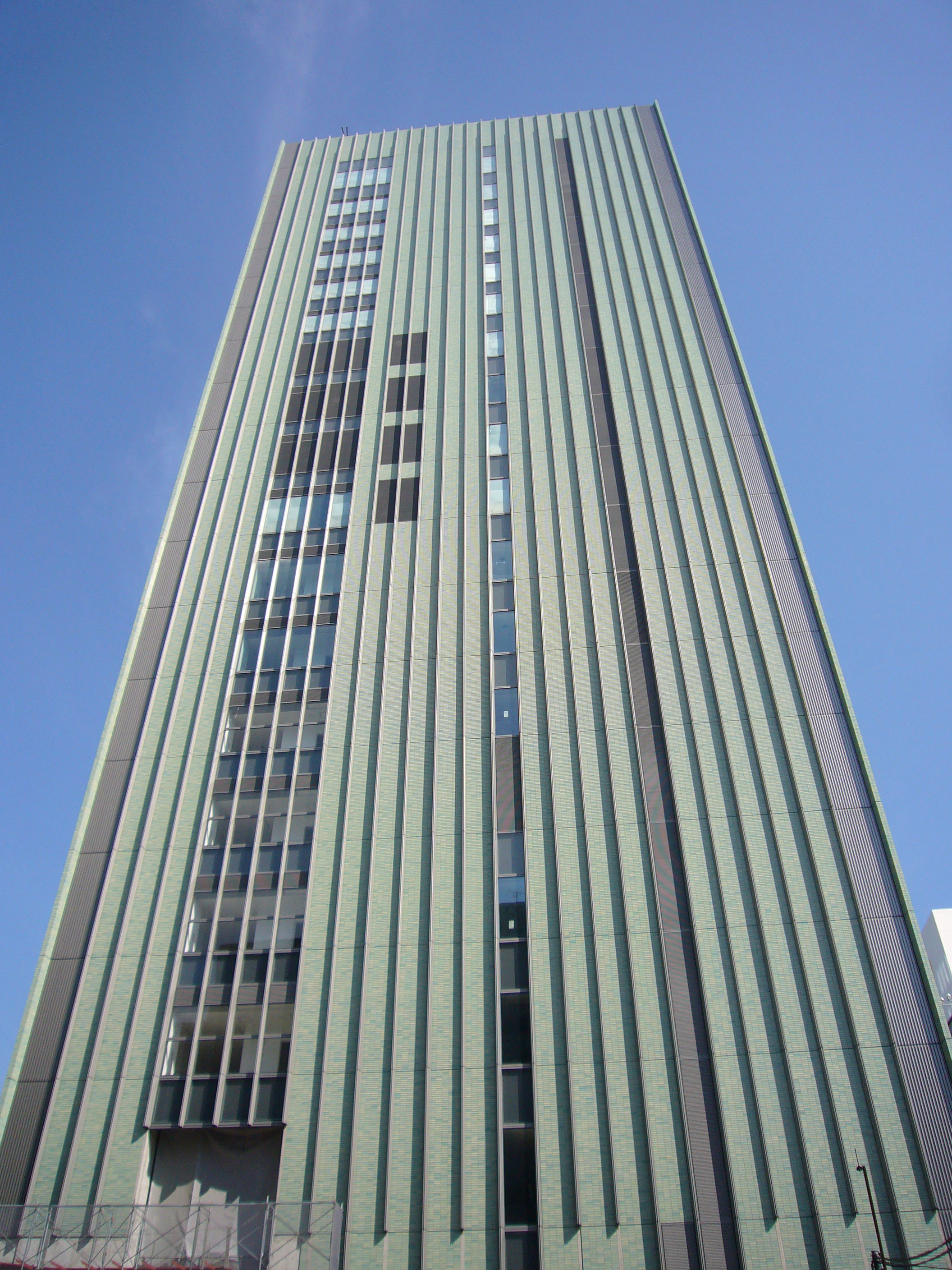
神戸新聞会館ビル
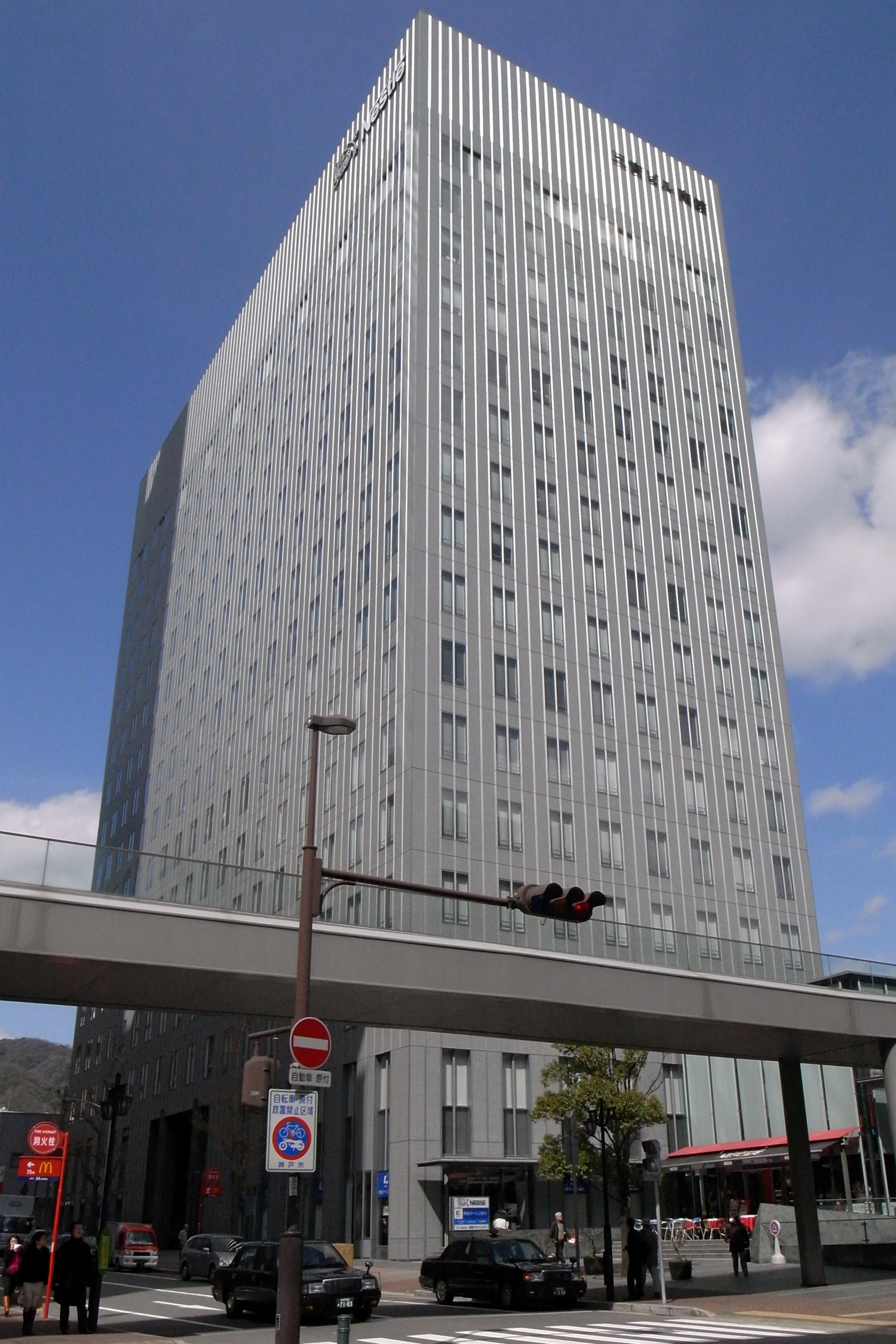
ネスレ日本本社
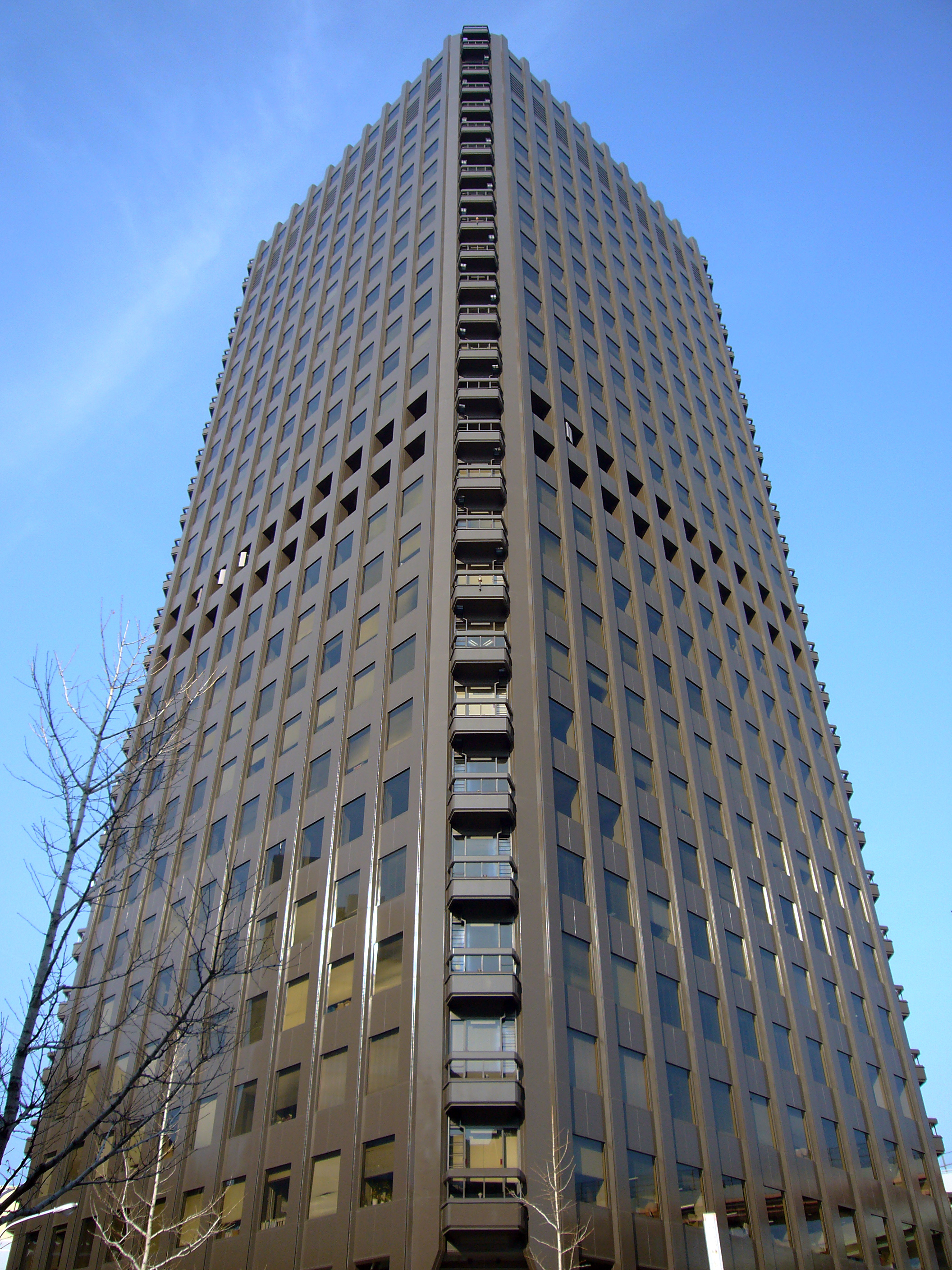
神戸商工貿易センタービル
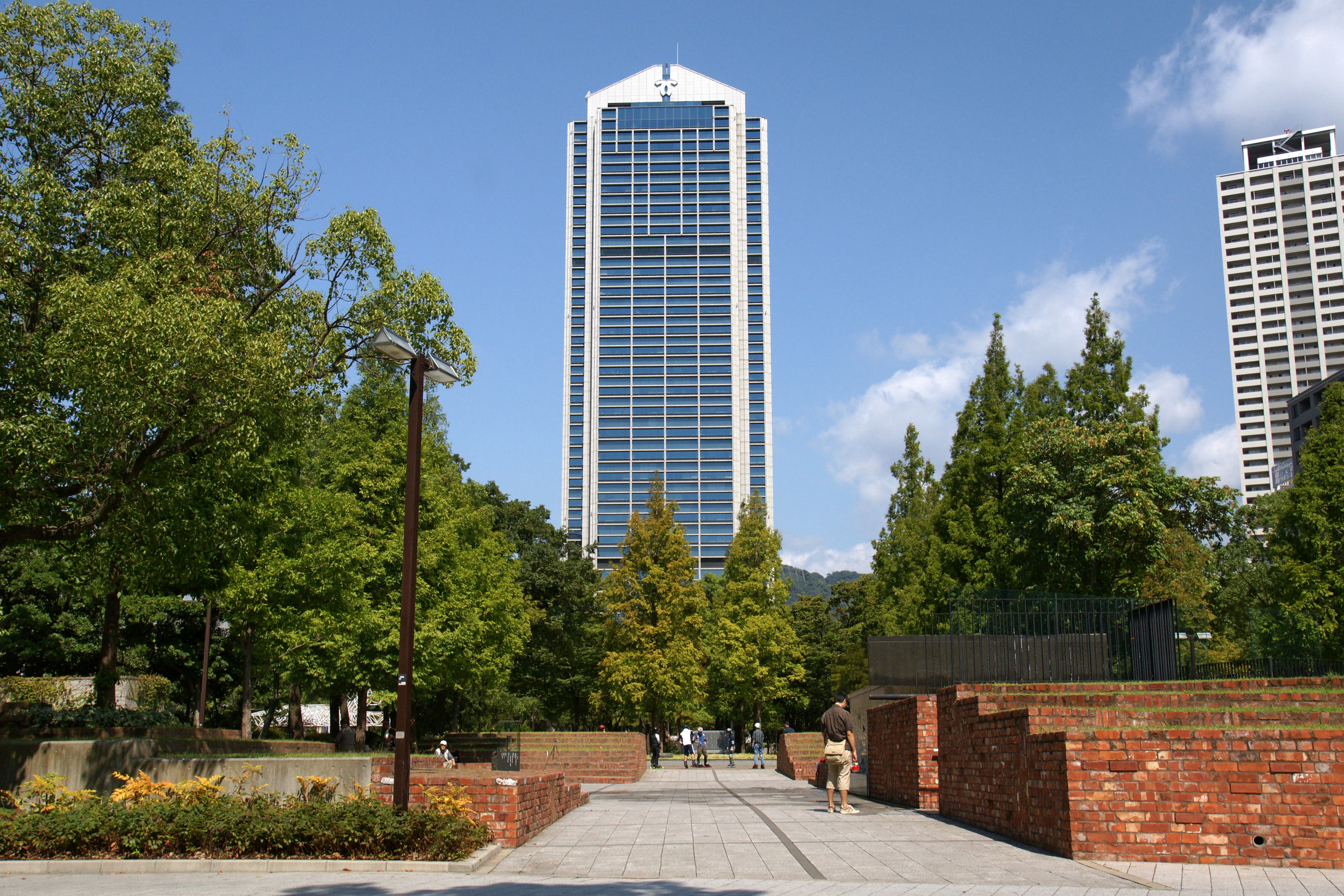
神戸市役所
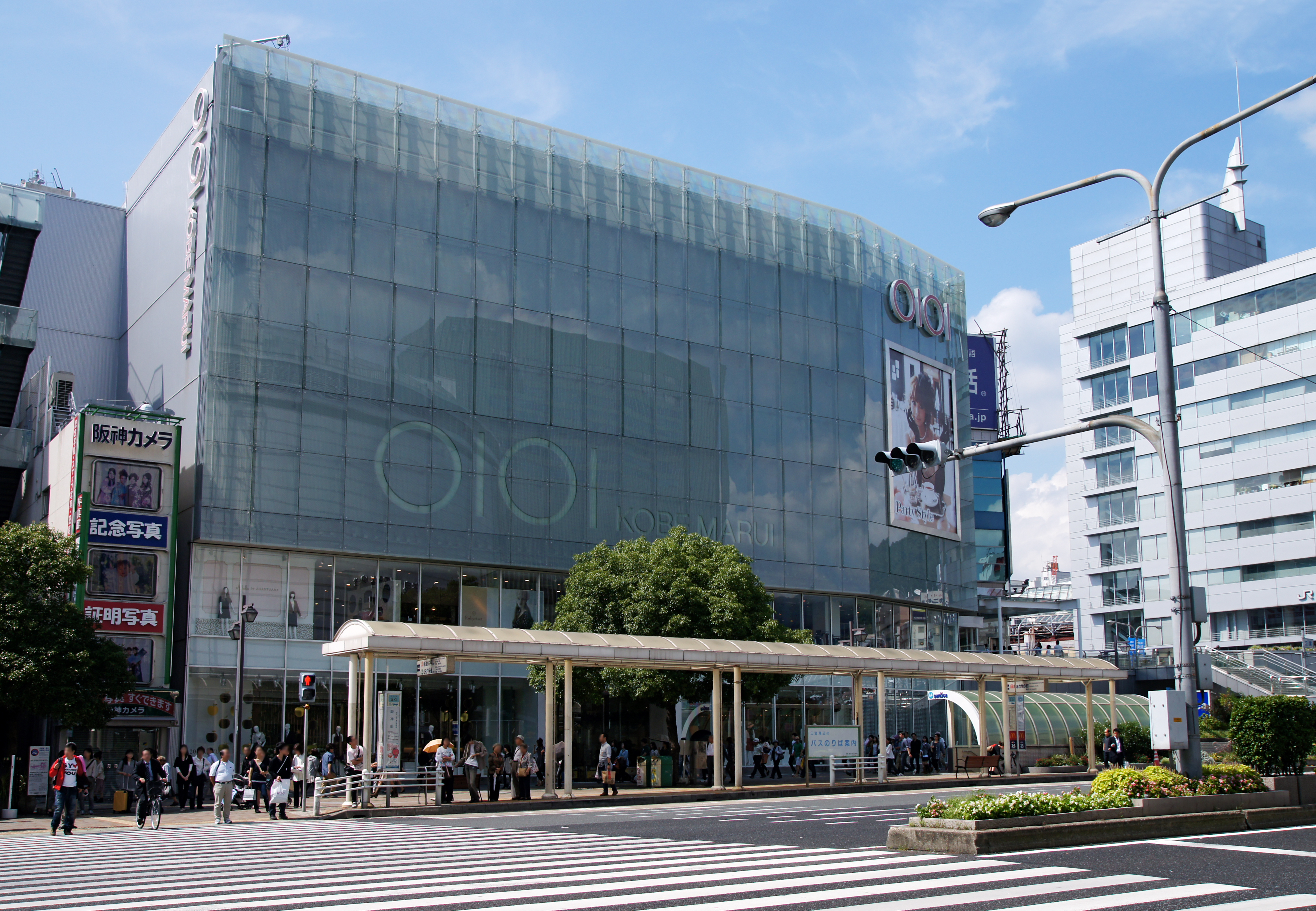
神戸マルイ
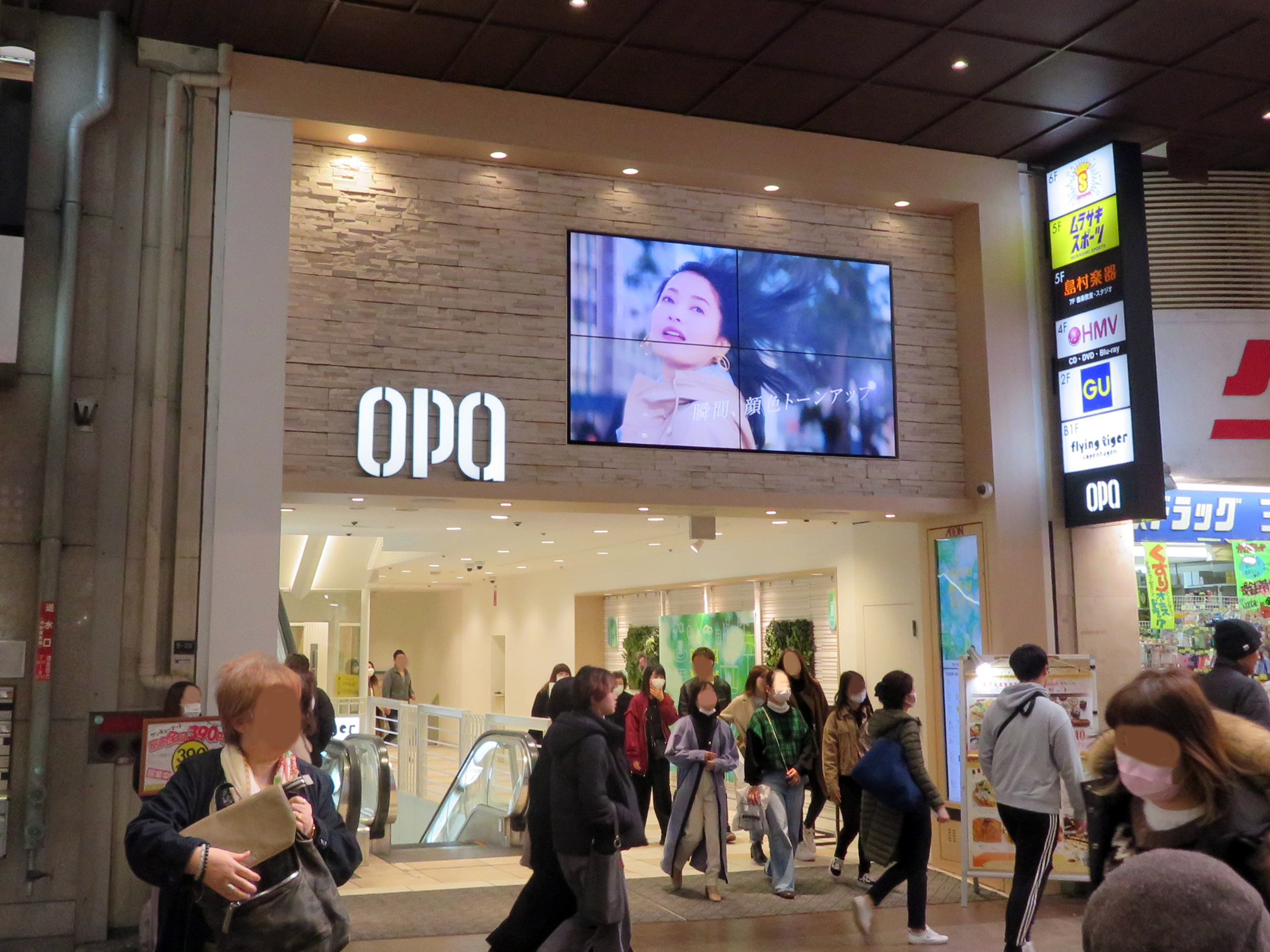
三宮オーパ
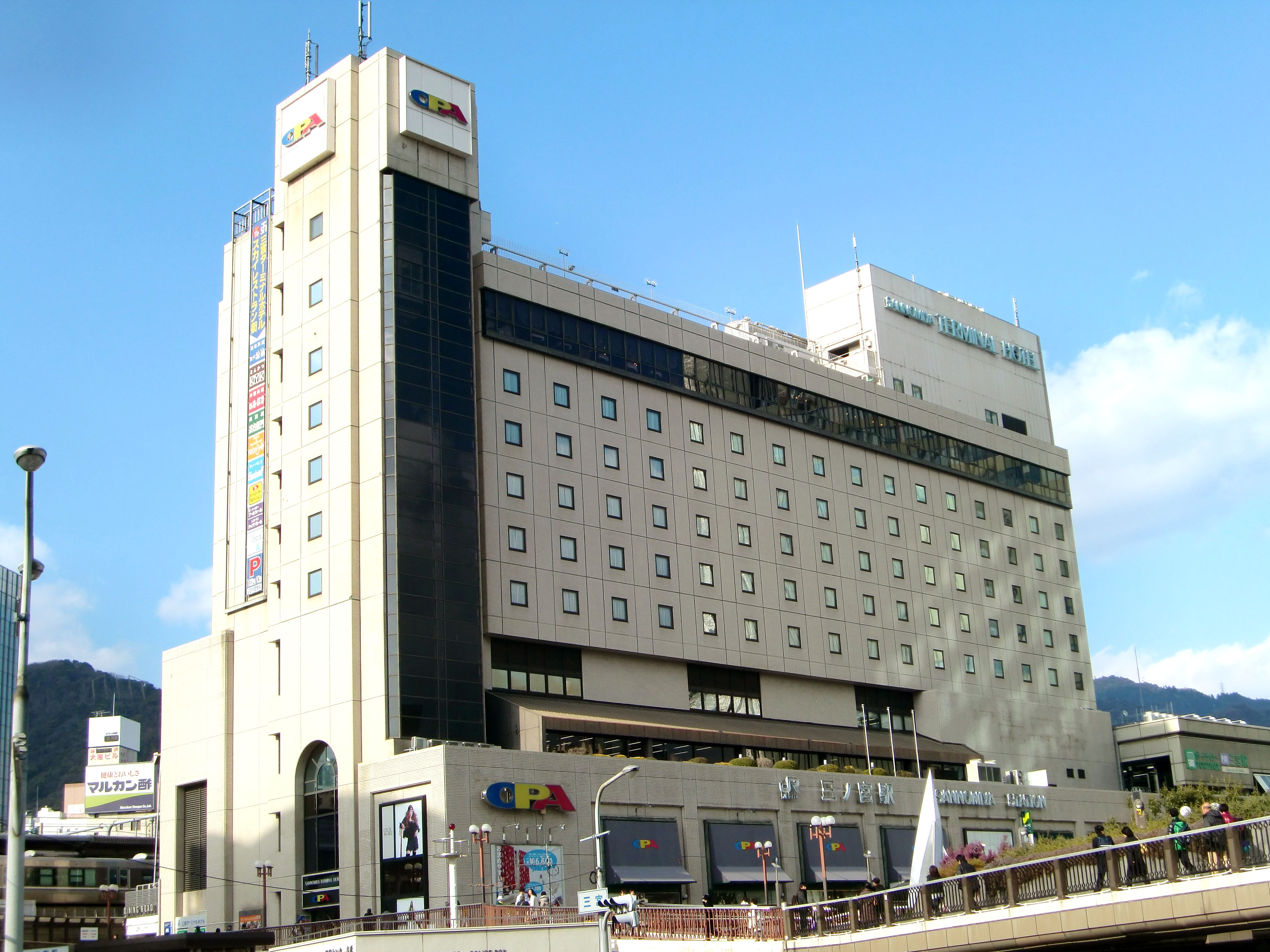
三宮ターミナルビル
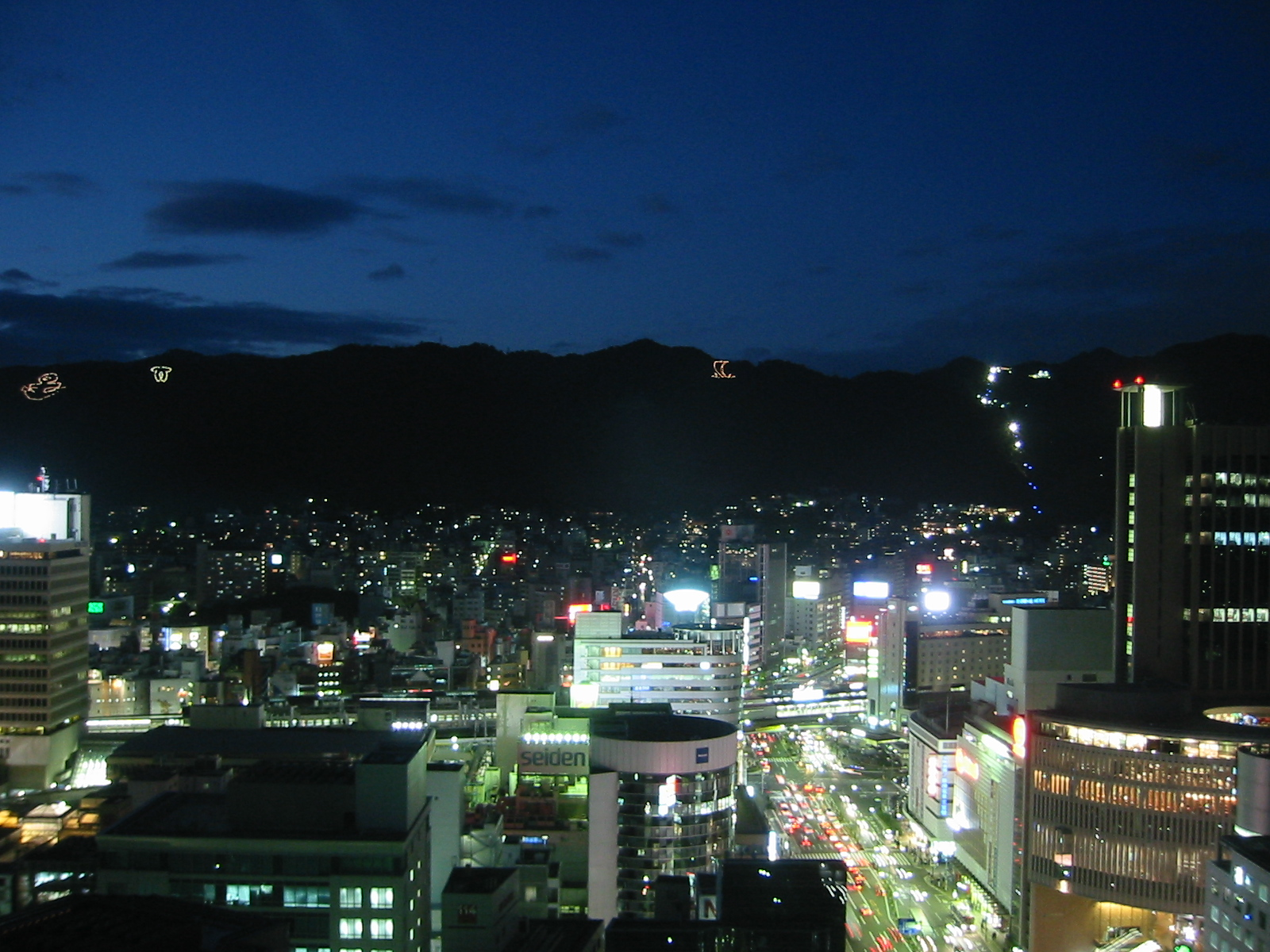
三宮夜景